# Asta Scheib

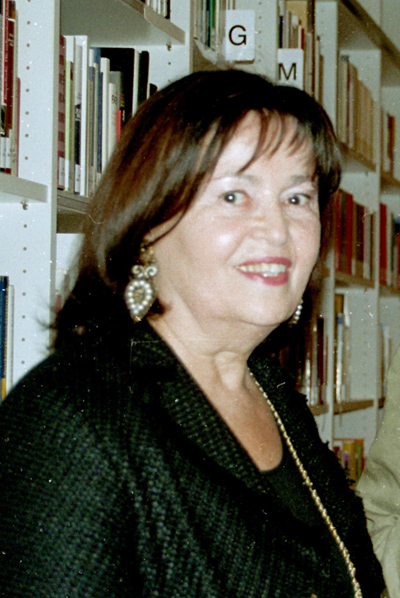
Asta Scheib (2004)

Asta Scheib (* 27. Juli 1939 in Bergneustadt) ist eine deutsche Schriftstellerin, Drehbuchautorin und Redakteurin.

## Leben
Asta Agnes Scheib (geborene Fuchs) wuchs in einer römisch-katholischen Familie im Bergischen Land auf. Der Vater war Installateur und die Mutter Hausfrau. Die Eltern trennten sich nach dem Krieg, Scheib wuchs mit zwei älteren Geschwistern und einem Stiefvater auf. Im Alter von elf Jahren erkrankte Scheib an Kinderlähmung und war fast vier Jahre lang ans Bett gebunden. In dieser Zeit schrieb sie ihre ersten Erzählungen. Erst mit 16 Jahren lernte Scheib ihren leiblichen Vater richtig kennen und schätzen, er starb jedoch kurz danach an den Folgen einer Operation. Scheib schrieb auch während ihrer Ausbildung zur Textilingenieurin einige Texte, konzentrierte sich aber erst nach Heirat und Geburt ihrer Kinder ganz aufs Schreiben. Zunächst verfasste sie für Zeitschriften und Tageszeitungen Erzählungen und Reportagen und war auch als fest angestellte Zeitschriftenredakteurin tätig. (u. a. bei Brigitte und Eltern) 
Ihre Erzählung Langsame Tage wurde 1974 von Rainer Werner Fassbinder für den WDR unter dem Titel Angst vor der Angst verfilmt. Er ermutigte sie auch ihren ersten Roman zu schreiben und hat sie auch sonst vielfältig gefördert.
Sie zog nach München, wo sie heute noch lebt. Für den Literaturteil der Süddeutschen Zeitung schrieb sie zahlreiche Porträts, beispielsweise über Brigitte Kronauer und Thomas Bernhard. 1981 wurde sie Mitglied im VS, 1986 im PEN-Zentrum Deutschland. Von 1987 bis 1989 war sie Vorsitzende des VS Bayern und Rundfunkrätin. Scheib ist in zweiter Ehe mit dem evangelischen Pfarrer Günther Bauer verheiratet. Er war bis 2020  Leiter der Inneren Mission München und Bayern.
Sie veröffentlichte neben ihren Romanen und Romanbiographien Drehbücher, Essays, Sachbücher und Gedichte.
Ehrenamtlich engagiert sich Asta Scheib als Botschafterin der Stiftung Kindergesundheit.

## Preise und Auszeichnungen

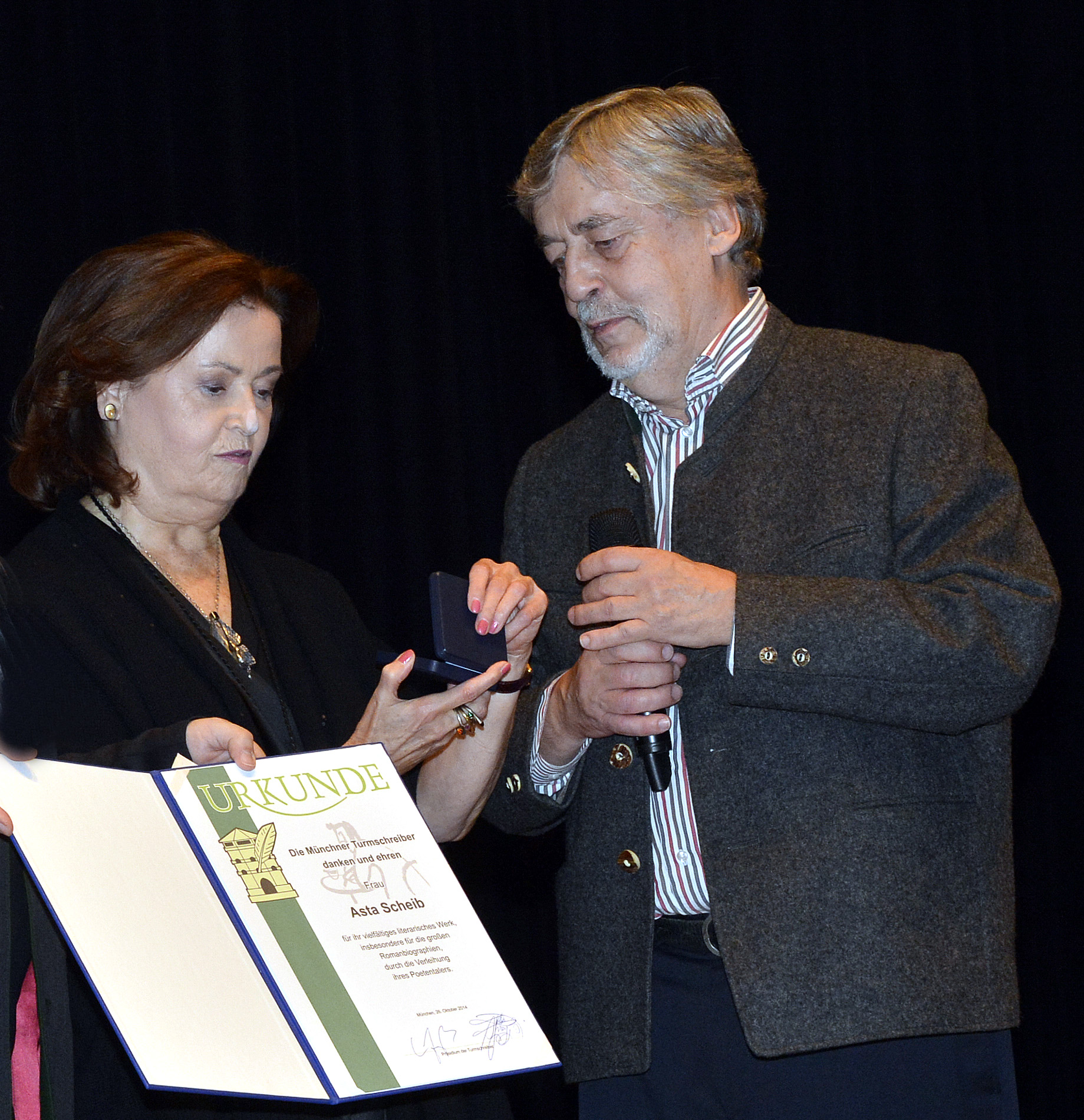
Asta Scheib erhält 2014 von Erich Jooß den Bayerischen Poetentaler

- 1986: Mitglied des PEN-Zentrums Deutschland
- 1993: Ernst-Hoferichter-Preis
- 1997: Bundesverdienstkreuz am Bande für Verdienste um die deutsche Sprache
- 2000: Bayerischer Verdienstorden
- 2003: Pro meritis scientiae et litterarum
- 2014: Bayerischer Poetentaler

## Romanbiographien
Bekannt wurde Asta Scheib vor allem durch ihre Romanbiographien, in denen Frauen im Mittelpunkt stehen. 1993 erstellte sie in Beschütz mein Herz vor Liebe das Porträt einer Jüdin, die sich während des Krieges in Bayern vor den Nationalsozialisten verbergen konnte, und in Eine Zierde in ihrem Hause schrieb sie über die Alleinerbin der Bleistift-Fabrik Faber-Castell, Ottilie von Faber-Castell. Bestseller wurden ihre Biographieromane über Katharina von Bora und Lena Christ.

### In den Gärten des Herzens. Die Leidenschaft der Lena Christ

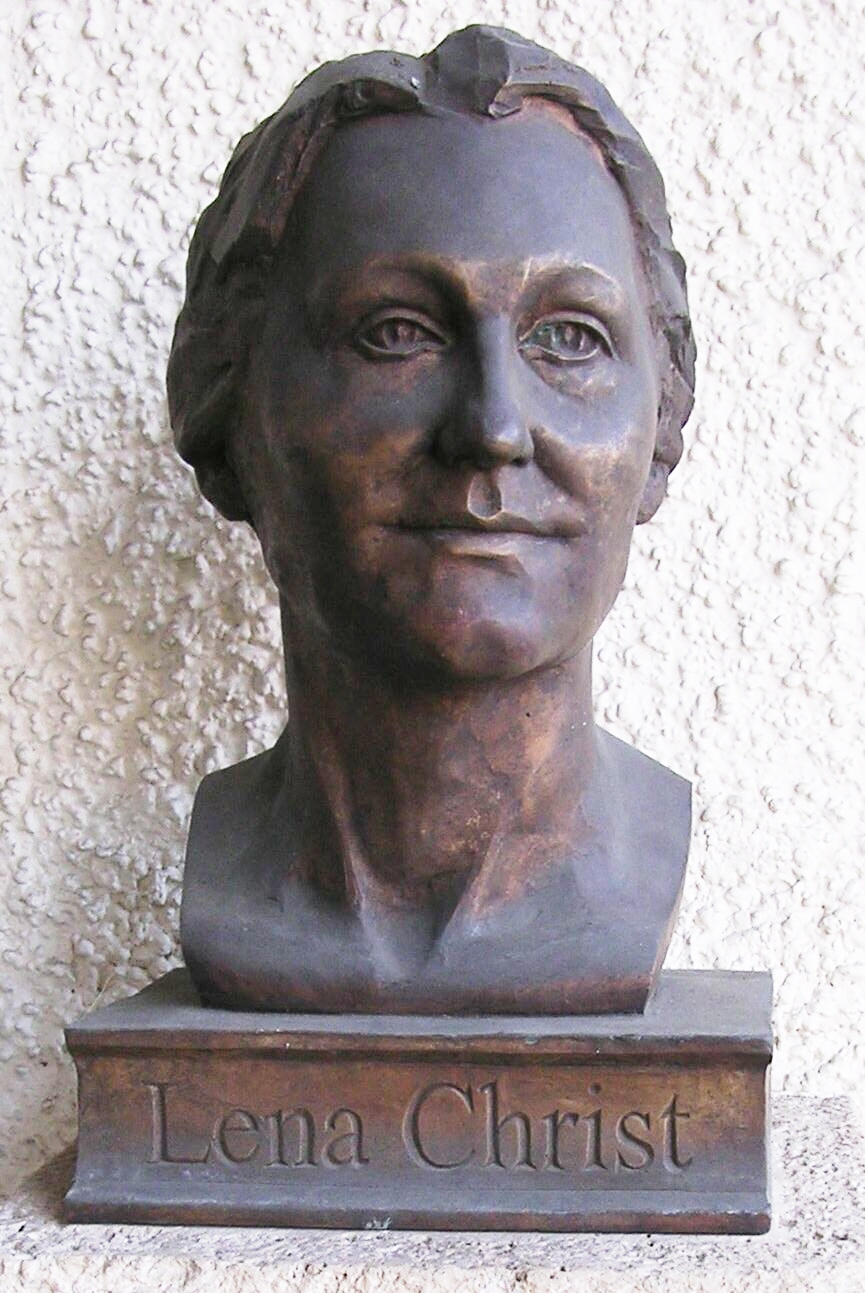
Büste von Lena Christ am Rathaus in Glonn

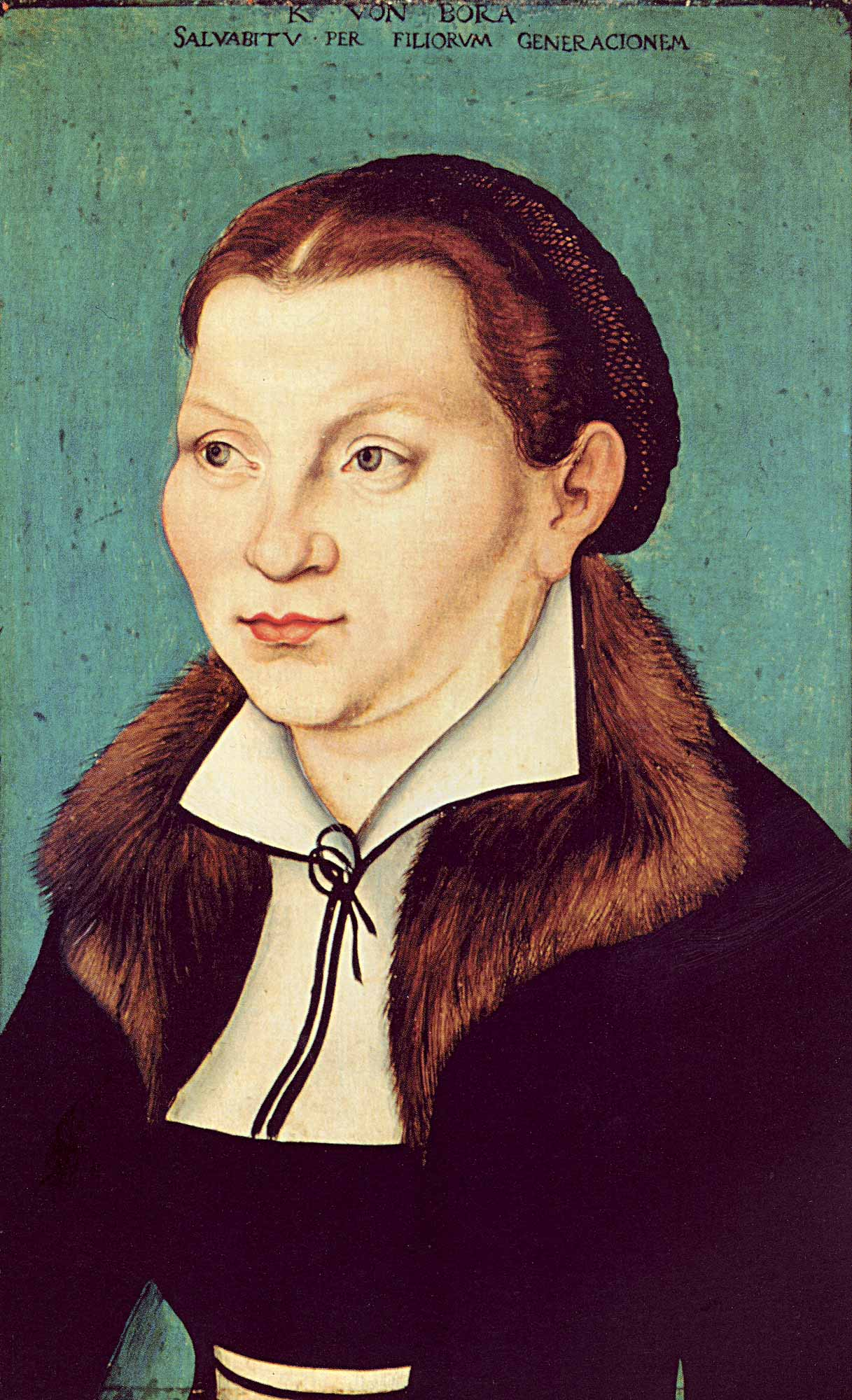
Asta Scheib schrieb eine Romanbiografie über Katharina von Bora

Der Roman ist die sensibel geschriebene Biografie eines 1881 unehelich geborenen, begabten Bauernmädchens aus Glonn, das eine schreckliche Jugend erlebte und es dennoch geschafft hatte, eine erfolgreiche Schriftstellerin zu werden. Mit 19 Jahren heiratete diese ungewöhnliche Frau einen Alkoholiker, bekam in acht Jahren sechs Kinder und wurde in ihrer zweiten Ehe mit dem Schriftsteller Peter Jerusalem ausgenutzt. Sie trennte sich von ihm, erkrankte an Tuberkulose, hatte finanzielle Probleme, verzweifelte angesichts einer drohenden Gefängnisstrafe wegen eines Betrugsversuchs und wurde schließlich 1920 zum Selbstmord getrieben. Akribisch hat die Autorin mit Hilfe von Zeitzeugen, Nachlässen und Büchern in Lena Christs Leben recherchiert. „Asta Scheib hat – mit der Neubewertung der zwiespältigen Rolle Jerusalems – ein neues Licht auf das Leben und Sterben der Lena Christ geworfen und uns gleichzeitig ein Stück lebendige Zeitgeschichte Münchens geschenkt.“

### Kinder des Ungehorsams. Die Liebesgeschichte des Martin Luther und der Katharina von Bora
In diesem Roman wird die Geschichte der 1525 geschlossenen Ehe zwischen dem ehemaligen Mönch Martin Luther und seiner Frau, der zusammen mit einigen anderen Nonnen aus dem Kloster Nimbschen bei Grimma entlaufenen Katharina von Bora erzählt. Dies Geschehen erschütterte und empörte damals die kirchliche Welt. Anschaulich wird auch das Leben im 16. Jahrhundert geschildert. Die Autorin schreibt über die Entstehungsgeschichte dieses Buches: „Als Katholikin habe ich mich immer sehr für Luther interessiert. Las umfangreiche Bücher über ihn. Und es störte, ja ärgerte mich, dass über Katharina von Bora, seine Frau, überhaupt kein Zeitzeugnis zu finden war. Da habe ich angefangen zu recherchieren. In den frühen Achtzigern in der damaligen DDR. Eine spannende Zeit. Ich fand viel Hilfe und Freundlichkeit in Wittenberg und den anderen Orten, so dass ich schließlich doch einiges an Material zusammentragen konnte.“

## Weitere wichtige Werke
Zahlreiche weitere Romane Scheibs waren ebenfalls erfolgreich und wurden mehrfach in den überregionalen Tageszeitungen ausführlich rezensiert. In Der Austernmann schreibt die Autorin zum ersten Mal aus der Sicht eines Mannes, den von heute auf morgen seine Frau verlässt. Die Ursache liegt im Unvermögen des Protagonisten, seine Gefühle und Gedanken mitzuteilen, er ist wie eine Auster, die sich vor der Außenwelt verschlossen hat. In Rückblenden werden die Gründe des Schweigens aufgedeckt. Über die Romanschriftstellerin urteilt ein Literatur-Lexikon, sie präsentiere sich „als eine durchaus anschaulich schreibende Unterhaltungsschriftstellerin mit gesellschaftskritischen, insbesondere emanzipatorischen Ansätzen, die sie jedoch häufig durch die Verwendung inhaltlicher Klischees und durch sprachliche Unzulänglichkeiten entwertet.“ Ihr Roman Frost und Sonne (2007) ist ein Sittenporträt über die letzten Jahre der Romanow-Dynastie und das damalige Sankt Petersburg. Das Schönste, was ich sah (2009) ist ein Roman über den Maler Giovanni Segantini.

## Kritik
Das von ihr gemeinsam mit Martin Walser verfasste Drehbuch zu dem zweiten Tatort des Hamburger Ermittler-Duos Stoever und Brockmöller Armer Nanosh aus dem Jahr 1989 wurde wegen antiziganistischer Klischees kontrovers diskutiert, sowie wegen der These, die Naziverbrechen seien eine größere Bürde für die Nachfahren der Täter als für die der Opfer.

## Zitat
- „Die letzten Oktobertage waren schon kühl, und Ottilie war froh, nachher im behaglichen Hotel ein Bad nehmen zu können. Sie freute sich auf die Wellenbadschaukel, die man ihr ins Bad gestellt hatte. Eine absolute Novität, die das Haus für seine Gäste bereithielt. Das Zimmermädchen hatte Ottilie erklärt, es habe schon Scherereien mit der Wellenschaukel gegeben, da einige ältere Herrschaften nicht mehr herausgefunden hätten. Daher sei man dazu übergegangen, sie nur jungen Gästen anzubieten. Ottilie war entzückt. Die Wanne glich einer Wiege, war mit duftendem Lavendelwasser gefüllt, und man konnte sich bequem darin schaukeln, wobei das Wasser einen warm umfloß.“[11]

## Veröffentlichungen

### Bücher
- Sturm in den Himmel. Die Liebe des jungen Luther. Hoffmann und Campe, Hamburg 2016, ISBN 978-3-455-40587-3.
- Sonntag in meinem Herzen. Das Leben des Malers Carl Spitzweg. Hoffmann und Campe, Hamburg 2013, ISBN 978-3-455-40430-2.
- Das stille Kind. Roman. dtv premium, München 2011, ISBN 978-3-423-24854-9.
- Streusand. Erzählungen. Hoffmann und Campe, Hamburg 2009, ISBN 978-3-455-40314-5.
- Das Schönste, was ich sah. Hoffmann und Campe, Hamburg 2009, ISBN 978-3-455-40196-7.
- Christian Ude. Ein Portrait. MünchenVerlag, München 2007, ISBN 978-3-937090-22-1.
- Frost und Sonne. Roman. Hoffmann und Campe, Hamburg 2007, ISBN 978-3-455-40078-6.
- Jeder Mensch ist ein Kunstwerk. Begegnungen. dtv premium, München 2006, ISBN 978-3-423-24529-6.
- Liebesgeschichten. Lena Christ. (Hrsg. und Nachwort.) Allitera, München 2004, ISBN 3-86520-067-2.
- Der Austernmann. Roman. Hoffmann und Campe, Hamburg 2004, ISBN 3-455-06496-5.
- In den Gärten des Herzens. Die Leidenschaft der Lena Christ. Roman. Hoffmann und Campe, Hamburg 2002, ISBN 3-455-06495-7.
- Sei froh, dass du lebst! Roman. Rowohlt, Berlin 2001
- Frau Prinz pfeift nicht mehr. Rowohlt, Reinbek bei Hamburg 1999, ISBN 3-499-43349-4.
- Eine Zierde in ihrem Haus. Die Geschichte der Ottilie von Faber-Castell. Wunderlich, Reinbek bei Hamburg 1998, ISBN 3-499-22744-4
- Agnes unter den Wölfen. Echter, Würzburg 1995, ISBN 3-429-01727-0.
- Das zweite Land. Roman. Nymphenburger, München 1994, ISBN 3-485-00699-8.
- Friedrich Rückert – Vorläufer einer neuen Zeit. Ergon, Würzburg 1992, ISBN 3-928034-22-7.
- Beschütz mein Herz vor Liebe. Die Geschichte der Therese Rheinfelder. Nymphenburger, München 1992, ISBN 3-485-00658-0.
- Der Höhepunkt der Lust. Frauen und Männer reden über ein Tabu. Ullstein, Frankfurt/M. 1992, ISBN 3-550-06550-7.
- Kinder des Ungehorsams. Die Liebesgeschichte des Martin Luther und der Katharina von Bora. Droemer Knaur, München 1990, ISBN 3-426-02872-7.

Englischsprachige Übersetzung: Children of disobedience. The love story of Martin Luther and Katharina von Bora. Crossroad, New York 2000, ISBN 0-8245-1695-8
- Armer Nanosh. Kriminalroman. Fischer-Taschenbuch, Frankfurt 1989. Gemeinsam mit Martin Walser.
- Deine, meine, unsere Kinder. Der 2. Anlauf zum Glück. Bastei-Lübbe, Bergisch Gladbach 1989.
- Dein wahrhaft sorgfältiger Vater. Briefe an Kinder. Hrsg. mit Gertraud Middelhauve. Middelhauve, Köln und Zürich 1988, ISBN 3-7876-9265-7.
- Diesseits des Mondes. Roman. List, München 1988, ISBN 3-471-78746-1.
- Der zweite Anlauf zum Glück. Risiko und Chance der Stieffamilie. Ehrenwirth, München 1987, ISBN 3-431-02930-2.
- Kinder des Ungehorsams. Eine Liebesgeschichte. Nymphenburger, München 1985, ISBN 3-485-00496-0.
- Schwere Reiter. Roman. Nymphenburger, München 1982, ISBN 3-485-00433-2.
- Langsame Tage. Roman. Nymphenburger, München 1981, ISBN 3-485-00410-3.

### Drehbücher
- 1974: Langsame Tage (Erzählung) als Vorlage für Angst vor der Angst. WDR. Regie: Rainer Werner Fassbinder
- 1989: Armer Nanosh. Tatort. NDR. Gemeinsam mit Martin Walser
- 1992: Amoklauf. Tatort. NDR. Gemeinsam mit Dieter Hirschberg und Werner Masten
- 1992: Vera Wesskamp. Serie. Plot und 2 Folgen
- 1997–2001: Forsthaus Falkenau. Einige Serienfolgen